# Relations entre le Brésil et la Chine
Les Relations entre le Brésil et la Chine sont les relations extérieures entre la république fédérative du Brésil et la république populaire de Chine.

## Relations politiques
Les relations diplomatiques entre le Brésil et la Chine ont été établies en 1974. En 1993, les deux pays établissent un « partenariat stratégique » et, en 2004, la Commission sino-brésilienne de haut niveau pour la consultation et la coopération (COSBAN) a été créée.
A partir de 2009, la Chine devient le principal partenaire commercial du Brésil et l’une des principales sources d’investissements étrangers dans le pays. La relation dépasse la dimension bilatérale avec un dialogue international du fait de leur collaboration au sein des BRICS, du G20, de l’OMC, des Nations Unies et le BASIC (articulation entre le Brésil, l’Afrique du Sud, l’Inde et la Chine dans le domaine de l’environnement). En 2012, les relations ont été élevées au niveau de « Partenariat stratégique mondial ». La même année, le Dialogue stratégique mondial (DEG) a été établi et le Plan de coopération décennal (2012-2021) a été signé.